# 38 – Auch das war Wien
38 – Auch das war Wien é um filme de drama austríaco de 1986 dirigido e escrito por Wolfgang Glück. Foi indicado ao Oscar de melhor filme estrangeiro na edição de 1987, representando a Áustria.

## Elenco
- Tobias Engel - Martin
- Sunnyi Melles - Carola
- Heinz Trixner - Toni
- Romuald Pekny - Sovary
- Ingrid Burkhard - Frau Schostal
- Josef Fröhlich - Kemetter
- Tanja von Oertzen - Frau von Wartenburg